# Mario Tennis (Nintendo 64)
Mario Tennis (Japans: マリオテニス６４)  is een videospel voor de Nintendo 64 en werd uitgebracht in Europa op 3 november 2000. Het spel werd ontwikkeld door Camelot Software Planning en uitgegeven door Nintendo.
Mario Tennis is het eerste 3D-spel uit de reeks van Mario Tennis en enkele nieuwe spelfiguren zoals Waluigi, Shy Guy en Birdo maakten hun intrede. Met behulp van het zogenaamde Tranfer Pack is het mogelijk om personages van de Game Boy Color-versie van Mario Tennis over te plaatsen naar die van de Nintendo 64. Eveneens de gegevens van deze personages kunnen worden geïmporteerd naar de Nintendo 64-versie.

## Spelfiguren

### Standaard spelfiguren
De standaard spelfiguren, in totaal veertien, zijn reeds vanaf het begin speelbaar. Elk spelfiguur heeft zijn of haar speciale eigenschappen en types.
| Spelfiguur  | Type     |
| ----------- | -------- |
| Mario       | Allround |
| Luigi       | Allround |
| Peach       | Techniek |
| Baby Mario  | Snelheid |
| Yoshi       | Snelheid |
| Donkey Kong | Kracht   |
| Paratroopa  | Tricky   |
| Wario       | Kracht   |
| Waluigi     | Techniek |
| Daisy       | Techniek |
| Toad        | Techniek |
| Birdo       | Snelheid |
| Bowser      | Kracht   |
| Boo         | Tricky   |

### Verborgen spelfiguren
Er zijn twee spelfiguren in het spel verstopt, die vrijgespeeld kunnen worden.
| Spelfiguur      | Type     | Opmerking                                                     |
| --------------- | -------- | ------------------------------------------------------------- |
| Shy Guy         | Techniek | Beschikbaar nadat de Star Cup in enkelspel wordt uitgespeeld  |
| Donkey Kong Jr. | Kracht   | Beschikbaar nadat de Star Cup in dubbelspel wordt uitgespeeld |

### Andere spelfiguren
Deze spelfiguren zijn vanaf het begin nog niet aanwezig in het spel. Ze zijn pas speelbaar nadat ze geïmporteerd worden via het Transfer Pack van de Nintendo 64. Dit zijn: Alex, Harry, Nina en Kate.

## Ontvangst
| Beoordeeld door                     | Jaar | Platform    | Score |
| ----------------------------------- | ---- | ----------- | ----- |
| Nintendo Land                       | 2003 | Nintendo 64 | 99%   |
| Power Unlimited                     | 2000 | Nintendo 64 | 91%   |
| Gaming Target                       | 2000 | Nintendo 64 | 91%   |
| Digital Press - Classic Video Games | 2005 | Nintendo 64 | 90%   |
| Mag'64                              | 2000 | Nintendo 64 | 86%   |
| Total! (Duitsland)                  | 2000 | Nintendo 64 | 85%   |
| All Game Guide                      | 2000 | Nintendo 64 | 80%   |
| The Video Game Critic               | 2007 | Nintendo 64 | 75%   |

Mario's Tennis · 
Mario Tennis (Nintendo 64) · 
Mario Tennis (Game Boy Color) · 
Mario Power Tennis (Nintendo GameCube) · 
Mario Power Tennis (Game Boy Advance) ·
Mario Tennis Open ·
Mario Tennis: Ultra Smash ·
Mario Tennis Aces